# Nemopanthus
Nemopanthus là chi thực vật có hoa trong họ Aquifoliaceae.

## Loài
- Nemopanthus ambiguus Wood
- Nemopanthus canadensis DC.
- Nemopanthus collinus (Alexander) R.C.Clark